# Lemonnier (premetrostation)
Lemonnier is een station van de Brusselse premetro, gelegen in het centrum van de stad Brussel.

## Geschiedenis
Het station Lemonnier werd als eerste ondergronds tramstation in Brussel geopend in 1957, als onderdeel van de Grondwettunnel. Die tunnel moest tramverkeer onder het drukke bovengrondse kruispunt leiden met uitrijhellingen in verschillende richtingen, waarbij station Lemonnier gelegen was aan de twee noordelijkste uitrijhellingen met in totaal 4 tramperrons.
Op 4 oktober 1976 opende een verbouwd station als onderdeel van de noord-zuid-premetro-as tussen het Noordstation en Lemonnier. Daarbij werd de noordelijke uitrijhelling met perrons vervangen door deze nieuwe premetrotunnel met verbouwde perrons. Later werd ook een verdere premetroverlenging ten zuiden van de Grondwettunnel toegevoegd richting het Zuidstation en verder, waardoor station Lemonnier volledig in deze noord-zuidas opgenomen werd. Het bleef echter al die tijd ook een tramknooppunt voor enkele tramlijnen die enkel door de Grondwettunnel zelf reden via de overgebleven uitrijhellingen.

## Situering
Het premetrostation bevindt zich onder de kruising van de Maurice Lemonnierlaan en de Zuidlaan, onderdeel van de Kleine Ring om Brussel. Lemonnier ligt aan het noordelijke uiteinde van de Grondwettunnel, waar het deel van uitmaakt. Het heeft 2 perrons op de aftakking naar een uitrijhelling in de Zuidlaan die gebruikt wordt door de lijnen 51 en 82. Deze tunneluitgang is vanuit het station zichtbaar. Daarnaast heeft het 2 perrons in het verlengde van de noord-zuid-premetro-as richting het Noordstation. De buitenste perrons zijn slechts te bereiken met behulp van een ondergrondse voetgangersoversteekplaats over de sporen. De perrons zijn laag en het hele station is alleen maar bereikbaar via een trappenhuis.
Technisch gezien is het echter geen premetrostation, gezien de Grondwettunnel en het station nooit aangelegd zijn met de intentie en voorzieningen om deze om te kunnen vormen tot een metrolijn. Het is een ondergrondse tramhalte waar trams enkel op zicht rijden. Bij de bouw van de aansluitende premetrotunnels zijn daarom stompjes tunnel aangelegd ruim voor de aansluiting op Lemonnier en de Grondwettunnel, om bij omvorming tot metrolijn een nieuw tracé met station onder de Luchtvaartsquare te kunnen bouwen. Deze piste is echter verlaten.

## Toekomst
Het station zal als enige van de Noord-Zuidas niet omgebouwd worden tot een metrostation. Er zal ter hoogte van het Stalingradplein een nieuw station Toots Thielemans gebouwd worden, dat metrolijn 3 zal bedienen. Lemonnier zal wel in gebruik blijven als ondergrondse tramhalte voor enkele tramlijnen die nog steeds van de Grondwettunnel gebruik blijven maken en krijgt ook een renovatie. Het zal tevens verbonden worden met het nieuwe metrostation door middel van een verbindingsgang.

## Kunst
In 1999 werd op de perronwanden een werk van de Algerijnse kunstenaar Hamsi Boubeker aangebracht. Onder de titel Les mains de l’espoir (Handen van Hoop) zijn tekeningen van handen met traditionele tatoeages te zien.

## Afbeeldingen

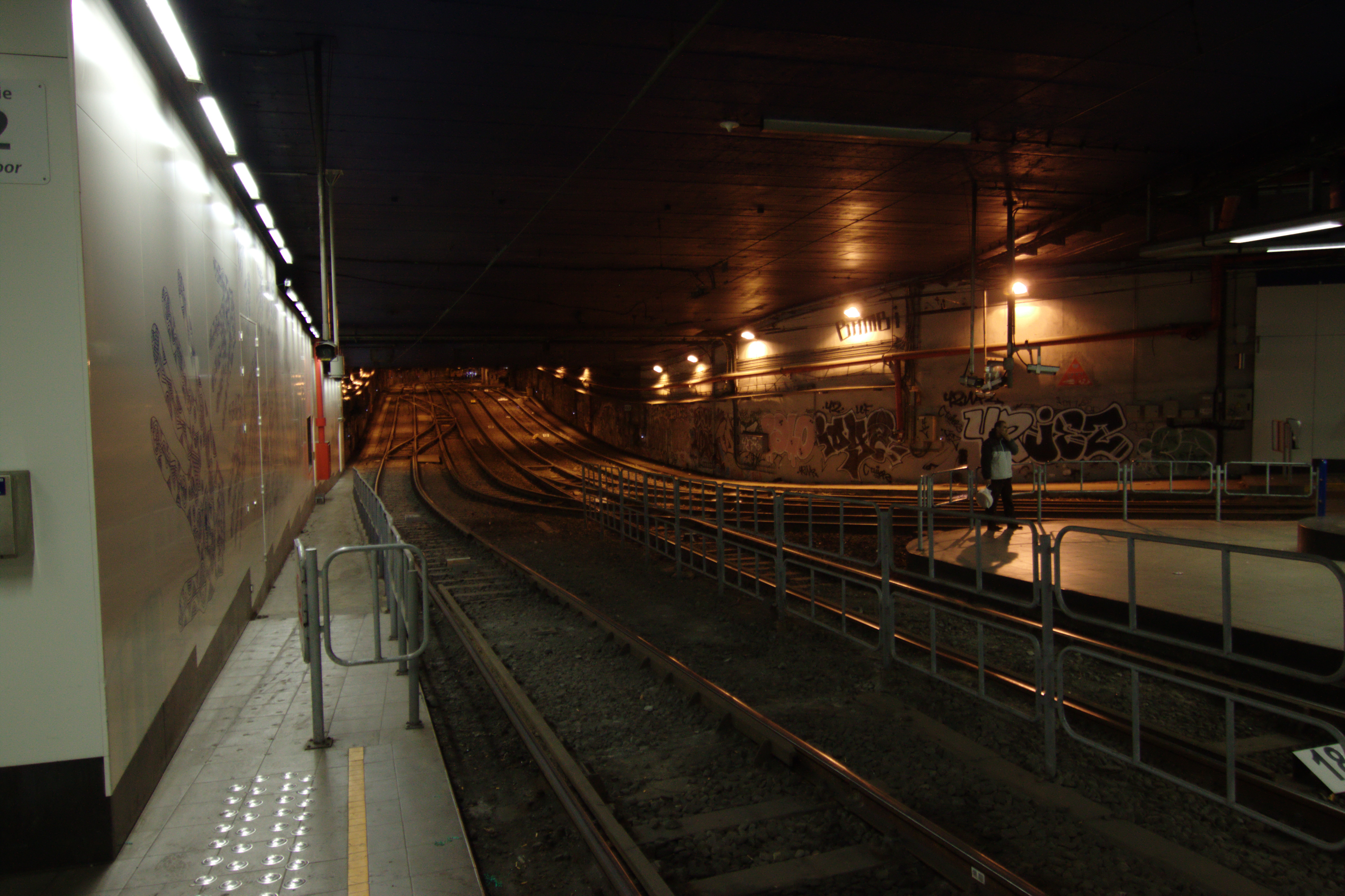
Grondwettunnel gebouwd in 1957.
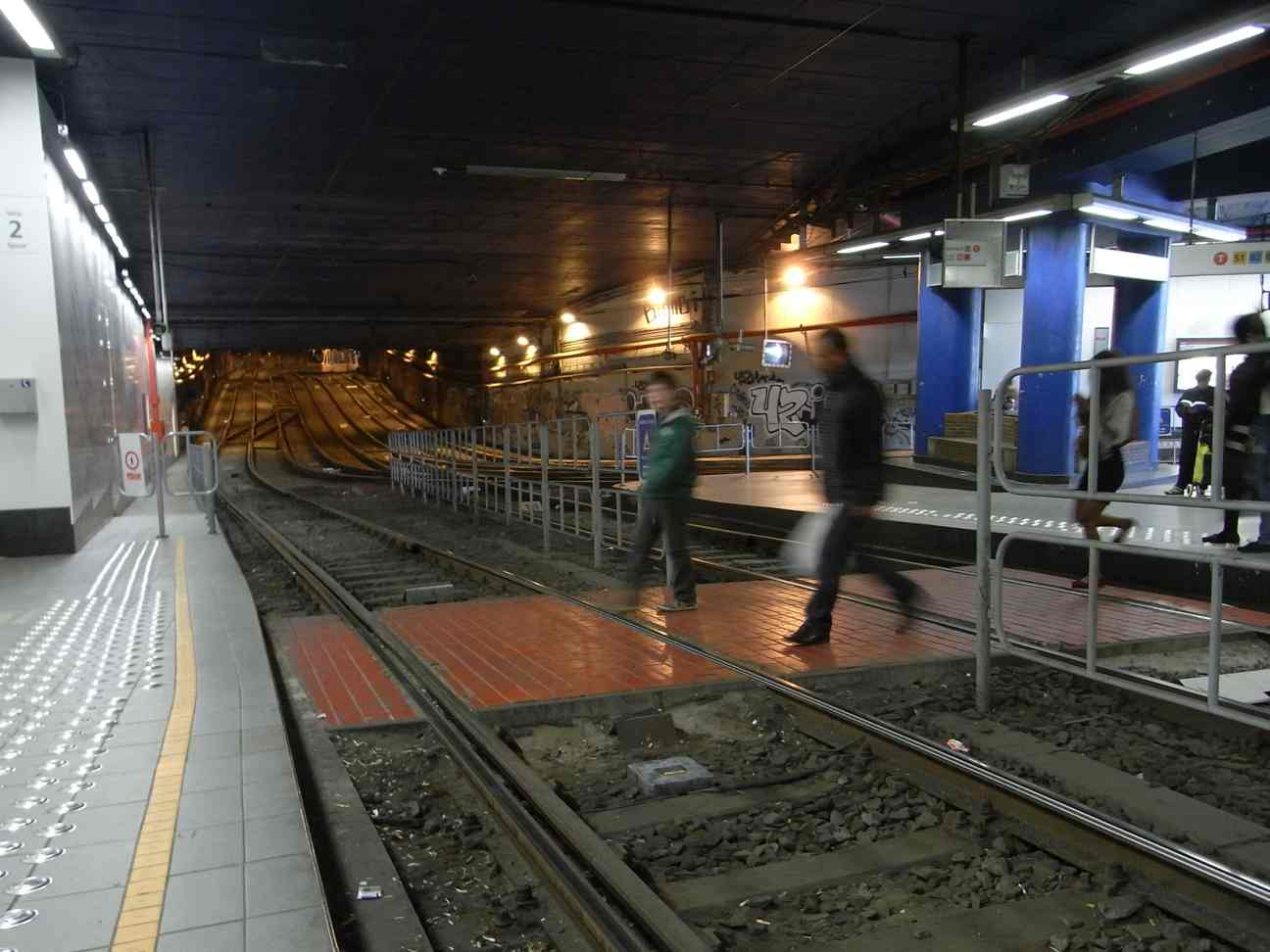
Overstapplaats tussen beide perrons.
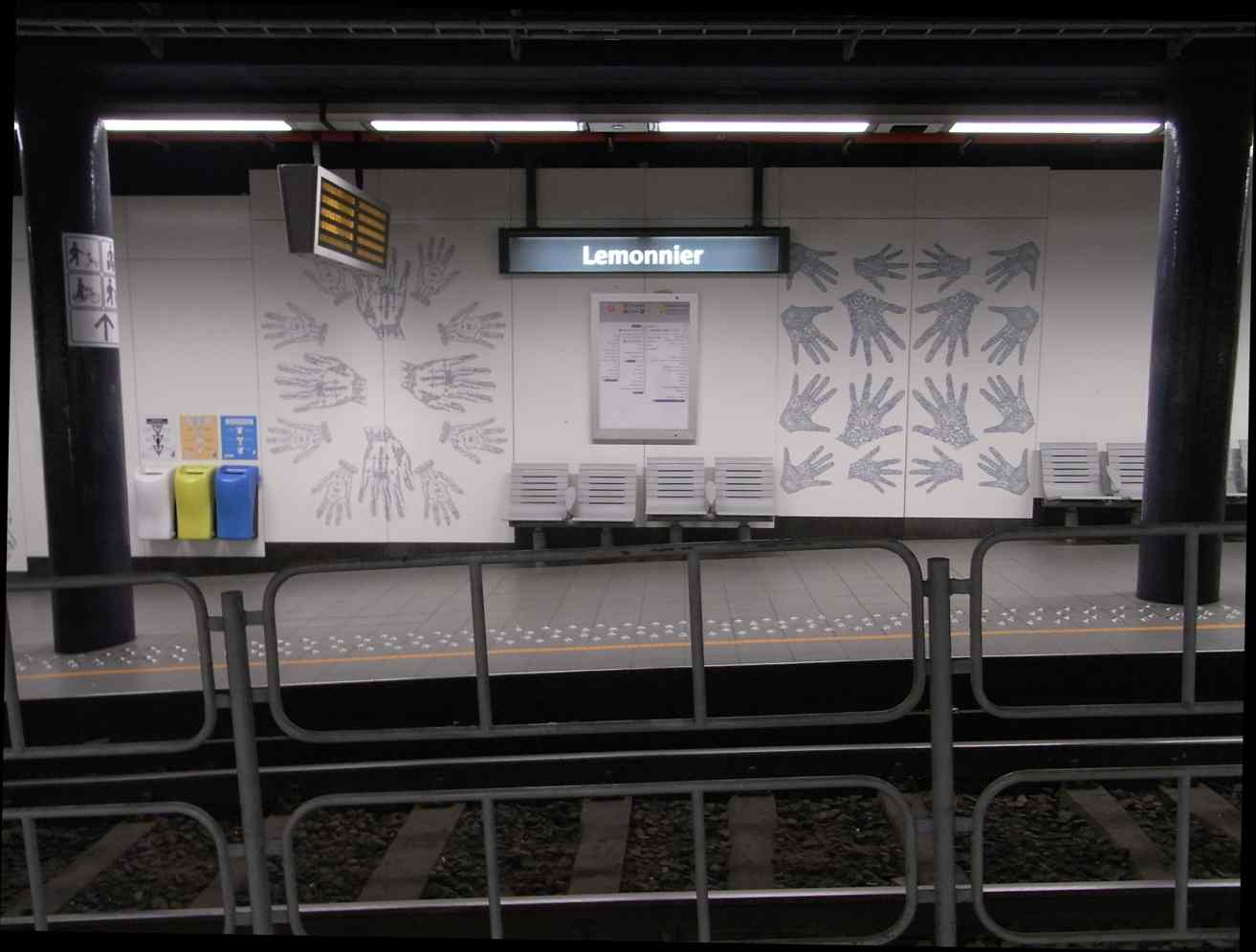
Kunst op de wanden van het station.